# Mitcham (del av en befolkad plats)
Mitcham är en del av en befolkad plats i Australien. Den ligger i delstaten Victoria, omkring 21 kilometer öster om delstatshuvudstaden Melbourne. Antalet invånare är 14 811.
Runt Mitcham är det mycket tätbefolkat, med 1 632 invånare per kvadratkilometer.. Närmaste större samhälle är Rowville, omkring 13 kilometer söder om Mitcham. 
Runt Mitcham är det i huvudsak tätbebyggt. Genomsnittlig årsnederbörd är 1 244 millimeter. Den regnigaste månaden är juli, med i genomsnitt 140 mm nederbörd, och den torraste är januari, med 49 mm nederbörd.